# Хејливил (Алабама)
Хејливил (енгл. Haleyville) град је у америчкој савезној држави Алабама. По попису становништва из 2010. у њему је живело 4.173 становника.

## Демографија
Према попису становништва из 2010. у граду је живело 4.173 становника, што је 9 (0,2%) становника мање него 2000. године.
| Група             | 2000.         | 2010.         |
| Белци             | 3.948 (94,4%) | 3.784 (90,7%) |
| Афроамериканци    | 62 (1,5%)     | 28 (0,7%)     |
| Азијати           | 5 (0,1%)      | 21 (0,5%)     |
| Хиспаноамериканци | 130 (3,1%)    | 251 (6,0%)    |
| Укупно            | 4.182         | 4.173         |